# Oblężenie Limerick (1642)
Pierwsze oblężenie Limerick – starcie zbrojne, które miało miejsce w roku 1642 w trakcie Irlandzkiej wojny konfederackiej (Rebelii Irlandzkiej) (1641–1648). 
Oblężenie miasta przez Konfederatów było najłatwiejszym z każdego z trzech oblężeń miasta, z uwagi na to, ze oblegana ludność stanęła po stronie żołnierzy irlandzkich. 
W trakcie rebelii około 600 protestanckich osadników zbiegło do miasta, gdzie oszańcowało się w King John's Castle w centrum Limerick. Miasto było w przeważającej części katolickie, dlatego też mieszkańcy szybko poparli konfederacki rząd w Kilkenny.
Protestanci jednak nie zamierzali się poddać. W odpowiedzi na to generał Garret Barry wyruszył na czele 1500 ludzi w kierunku Limerick. Ponieważ jego wojska nie posiadały urządzeń oblężniczych, Barry nakazał wykopać tunel prowadzący pod mury miejskie. Nakazał też ostrzał artyleryjski z pozycji wokół zamku. Działa ostrzeliwały zamek m.in. z domów miejskich czy też katedry St.Mary. W końcu Barry'emu udało się odciąć obrońcom drogi zaopatrzeniowe w wodę i żywność. Po 4 tygodniach oblężenia zdziesiątkowani głodem i chorobami obrońcy poddali się Irlandczykom. Około 400 protestantów, którzy przeżyli oblężenie ewakuowano do Dublina.